# Romeo and Juliet (1968)
Romeo and Juliet is een Brits-Italiaanse film uit 1968; het is een filmbewerking van het toneelstuk met dezelfde naam van William Shakespeare. 
De film werd geregisseerd en deels geschreven door Franco Zeffirelli, met in de hoofdrollen Leonard Whiting en Olivia Hussey. Hij won een Academy Award voor beste camerawerk en beste kostuumontwerp, en werd tevens genomineerd voor beste regisseur en beste film. Laurence Olivier sprak de proloog en epiloog in en tevens de stem (overdub) van de Italiaanse acteur die heer Montague speelde.
Het was in die tijd financieel de meest succesvolle film van een Shakespeare-stuk en was ook populair bij een groot tienerpubliek, mogelijk doordat de acteurs de leeftijd hadden die Shakespeare beschrijft in zijn stuk. De film werd deels goed ontvangen door critici.

## Verhaal
Het is 1450 in het Italiaanse Verona wanneer Romeo en Julia, twee kinderen van twee strijdende families (Montagues en Capulets), elkaar op een feest ontmoeten en verliefd worden. Ze treden al gauw in het geheim in het huwelijk door middel van Romeo's biechtvader broeder Laurens en met hulp van Julia's opvoedster. Door een ongelukkig toeval breekt er een duel uit tussen Julia's neef Tybalt en Romeo's vriend Mercutio, wanneer Tybalt beschuldigingen uit tegen Romeo. Maar omdat Romeo net getrouwd is met Julia, weigert hij dit duel aan te gaan, met als gevolg dat Mercutio zijn plaats in het duel inneemt. Mercutio verliest het duel en wordt gedood. Romeo grijpt dan alsnog in en vecht met Tybalt tot hij hem doodt. Romeo wordt vervolgens gestraft door de prins van Verona met verbanning en ontloopt daardoor de doodstraf. 
Niet wetend van het geheime huwelijk van Julia, heeft haar vader een huwelijk geregeld met de rijke graaf Paris. Om onder dit geregelde huwelijk vandaan te komen en loyaal te kunnen blijven aan haar Romeo, drinkt ze van een speciaal gebrouwen flesje, gemaakt door broeder Laurens, waardoor ze 42 uur zal slapen en dood zal lijken.  Broeder Laurens informeert Romeo over dit plan zodat hij Julia na haar begrafenis kan ophalen als ze uit haar slaap is bijgekomen. Het nieuws van Julia's overlijden bereikt Romeo echter eerder dan de brief van broeder Laurens. Wanhopig gaat hij naar haar graf en drinkt een flesje met dodelijk elixer waardoor hij sterft. Net na Romeo's zelfmoord ontwaakt Julia en zij doodt zich met het mes van Romeo. Later volgt de begrafenis van beide geliefden waarbij de strijdende families hun onenigheid bijleggen.

## Rolbezetting
| Acteur               | Personage        |
| -------------------- | ---------------- |
| Leonard Whiting      | Romeo            |
| Olivia Hussey        | Julia            |
| John McEnery         | Mercutio         |
| Milo O'Shea          | Broeder Laurens  |
| Pat Heywood          | Min              |
| Robert Stephens      | Prins van Verona |
| Michael York         | Tybalt           |
| Bruce Robinson       | Benvolio         |
| Paul Hardwick        | Lord Capulet     |
| Natasha Parry        | Lady Capulet     |
| Antonio Pierfederici | Lord Montague    |
| Esmeralda Ruspoli    | Lady Montague    |
| Roberto Bisacco      | Graaf Paris      |
| Roy Holder           | Peter            |
| Keith Skinner        | Balthazar        |

## Productie
De setting was op diverse Italiaanse locaties met een 15e-eeuwse Renaissance-uitstraling:
- De balkonscène: bij het Palazzo Borghese, gebouwd door Kardinaal Scipione Borghese in de 16e eeuw, in Artena, 40 kilometer ten zuiden van Rome.
- De kerkscènes: bij een Romaanse kerk genaamd St. Pieter in Toscane, 100 kilometer ten noordwesten van Rome.
- De begrafenisscène: ook in Toscane.
- De scènes van het paleis van de Capulets: bij Palazzo Piccolomini, gebouwd tussen 1459-62 door paus Pius II, in de stad Pienza, in de provincie Siena.
- De straatscènes: ook in Pienza.
- De vechtscènes: in Gubbio, een stad in de regio van Umbrië.

### Acteurs
Volgens Franco Zeffirelli's autobiografie werd oorspronkelijk Paul McCartney gevraagd om de hoofdrol van Romeo te spelen.